# Tân Dậu
Tân Dậu (chữ Hán: 辛酉) là kết hợp thứ 58 trong hệ thống đánh số Can Chi của người Á Đông. Nó được kết hợp từ thiên can Tân (Kim âm) và địa chi Dậu (gà). Trong chu kỳ của lịch Trung Quốc, nó xuất hiện trước Nhâm Tuất và sau Canh Thân.

## Các năm Tân Dậu
Năm dương lịch thứ nhất (sau Công nguyên) là năm Tân Dậu.
Giữa năm 1700 và 2200, những năm sau đây là năm Tân Dậu (lưu ý ngày được đưa ra được tính theo lịch Việt Nam, chưa được sử dụng trước năm 1967):
- 1741
- 1801
- 1861
- 1921 (8 tháng 2, 1921 – 27 tháng 1, 1922)
- 1981 (5 tháng 2, 1981 – 24 tháng 1, 1982)
- 2041 (1 tháng 2, 2041 – 21 tháng 1, 2042)
- 2101
- 2161